# Cotta (Dohma)
Cotta ist ein Ortsteil der Gemeinde Dohma im Landkreis Sächsische Schweiz-Osterzgebirge, Sachsen. Es liegt am Fuße des Cottaer Spitzbergs und gliedert sich in Cotta A (auch Großcotta) und Cotta B (auch Kleincotta). Cotta ist Namensgeber des Cottaer Sandsteins, einer unter anderem dort abgebauten Elbsandsteinsorte.

## Geographie

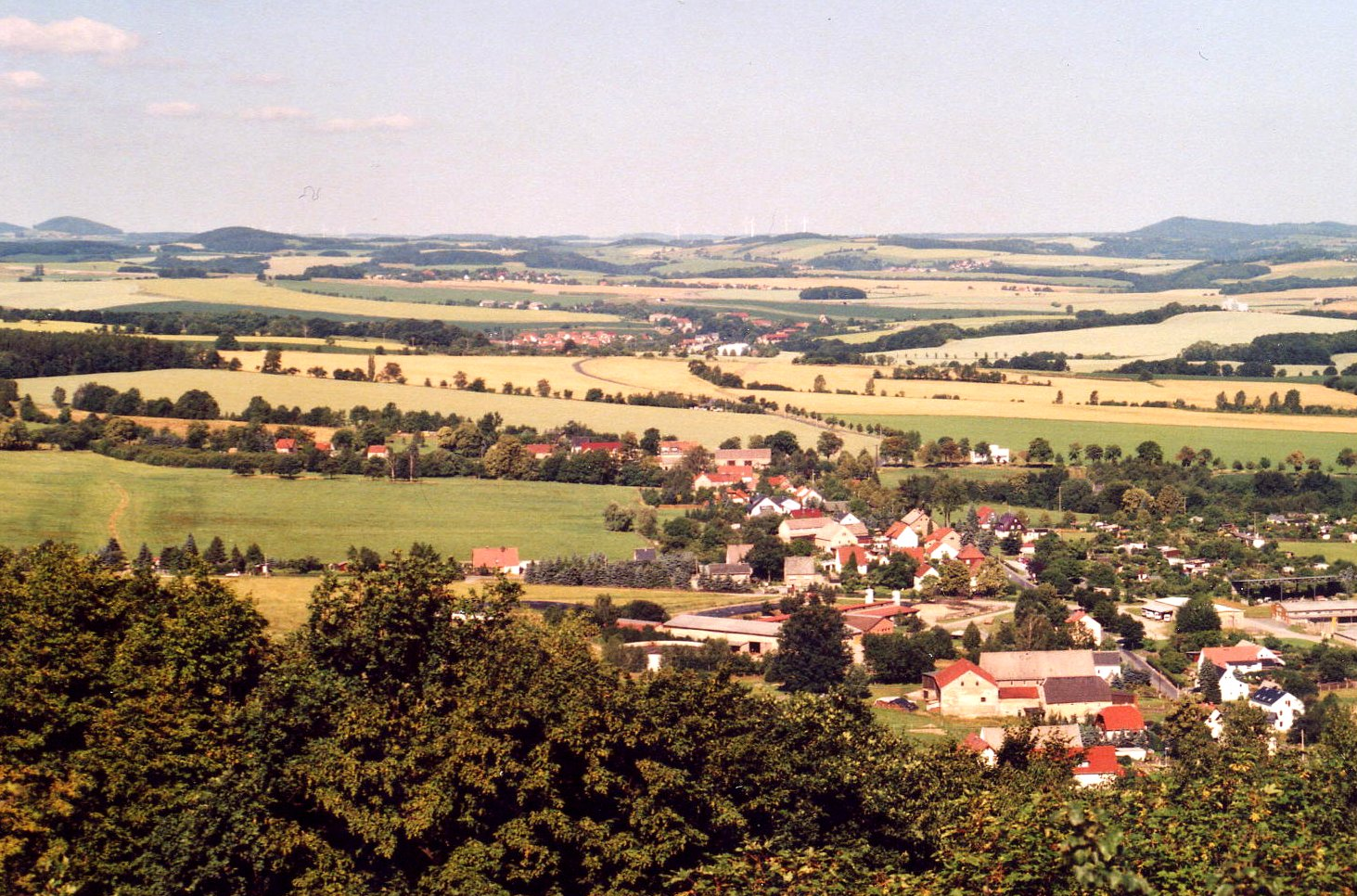
Blick vom Cottaer Spitzberg auf Cotta

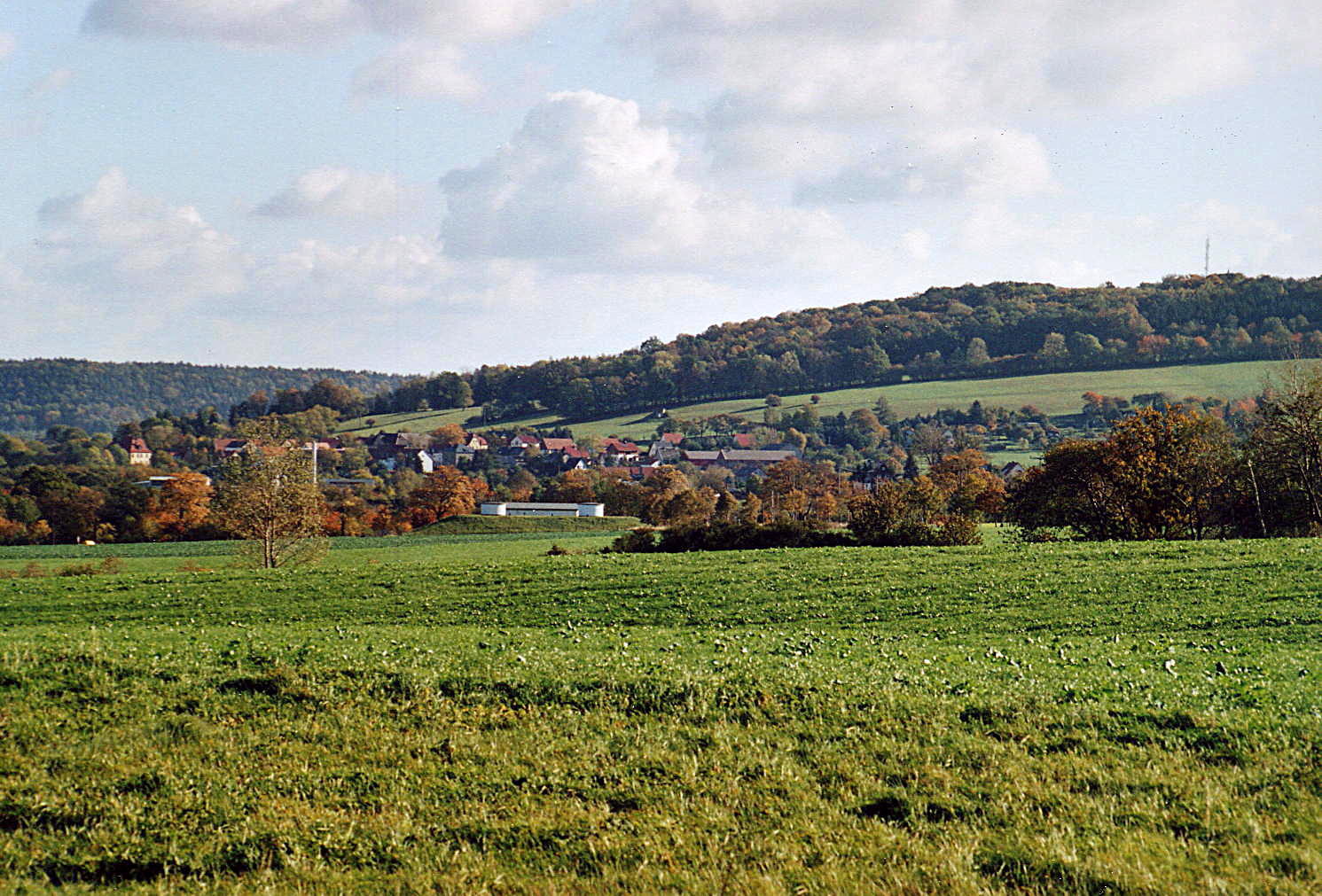
Cotta mit dem Cottaer Spitzberg

Landschaftlich liegt Cotta am westlichen Rand der Sächsischen Schweiz, die zum Elbsandsteingebirge gehört. Unmittelbar südlich der Ortslage erhebt sich der Cottaer Spitzberg, ein 390,8 Meter hoher, aus Basalt bestehender Härtling, der seit 1979 wegen seiner geologischen und botanischen Besonderheiten als Flächennaturdenkmal geschützt ist. Die Spitze dieser weithin sichtbaren Landmarke liegt mehr als 70 Meter über dem Ort. Cotta wiederum befindet sich auf der Cottaer Ebenheit, einer Hochfläche zwischen den Tälern der Bahre im Westen und der Gottleuba im Osten.
Cotta liegt etwa drei Kilometer südöstlich des für die Gemeinde namensgebenden Ortsteils Dohma, nicht zu verwechseln mit der nahen Stadt Dohna. Nördlich benachbart liegen der Dohmaer Ortsteil Goes sowie die Pirnaer Stadtteile Neundorf und Rottwerndorf. Weitere benachbarte Orte sind Ottendorf in der Gemeinde Bahretal im Westen sowie Berggießhübel und Langenhennersdorf in der Stadt Bad Gottleuba-Berggießhübel im Süden bzw. Osten. Der Ortsteil Cotta gliedert sich in die Gemarkungen Großcotta (Cotta A) und Kleincotta (Cotta B).
Die Gemarkung Großcotta ist mehr als 800 Hektar groß und umfasst den westlichen Teil Cottas. Sie grenzt im Norden an die Gemarkung Dürrhof. Die Großcottaer Flur erstreckt sich vom Lohmgrund und dem Gottleubatal zwischen Neundorf und Rottwerndorf im Norden bis fast an die Ortslage Berggießhübel im Süden. Der Südteil der Flur ist bewaldet; dort liegen unter anderem der Cottaer Busch und die Zehistaer Wände. Die westliche Grenze der Gemarkung Großcotta ist gleichzeitig die Gemeindegrenze zu Bahretal. Die Flurgrenze zu Kleincotta verläuft etwa in Nord-Süd-Richtung über den Cottaer Spitzberg.
Die Ortslage Cotta B liegt östlich von Cotta A und nordöstlich des Spitzbergs, knapp oberhalb des Gottleubatals. Die südliche, östliche und nördliche Grenze der Kleincottaer Flur ist vom Verlauf her identisch mit der Dohmaer Gemeindegrenze; im Osten reicht die Gemarkung bis zur Gottleuba, im Süden bis an die 315 Meter hohe Kleine Bastei knapp nördlich der zu Bad Gottleuba-Berggießhübel zählenden Ortslage Zwiesel.
Mit Ausnahme der Waldgebiete im Süden sowie der Steillagen um den Spitzberg und an den Talhängen werden die Fluren um die beiden Ortslagen Groß- und Kleincotta landwirtschaftlich genutzt. Durch den Bau von Kleinsiedlungen und landwirtschaftlichen Anlagen hat sich insbesondere Großcotta über seinen alten Dorfkern hinaus nach Westen ausgedehnt.
Die wichtigste Straße, die den Ortsteil durchquert, führt als Kreisstraße 8732 von Nentmannsdorf vorbei an der Autobahnanschlussstelle Bahretal an der A 17 über Friedrichswalde und Ottendorf durch Groß- und Kleincotta und weiter über Neundorf nach Krietzschwitz zur Bundesstraße 172. Am westlichen Ende von Großcotta kreuzt sich diese Verbindung mit der Hohen Straße, die von Zehista nach Berggießhübel führt. Sie ist heute die Staatsstraße 173 und war früher Teil der Neuen Dresden-Teplitzer Poststraße. Eine kleinere Verbindungsstraße führt außerdem von Kleincotta nach Langenhennersdorf. An den ÖPNV ist der Ort über die Regionalbuslinien 207, 209 und 219 der RVSOE angebunden, die Cotta mit umliegenden Orten verbinden.
Der Zweckverband Abfallwirtschaft Oberes Elbtal (ZAOE) betrieb in Cotta B bis 2003 eine Mülldeponie. Die Deponiegase werden zur Energiegewinnung genutzt. Heute betreibt der ZAOE dort eine Umladestation.

## Geschichte

### Ortsname

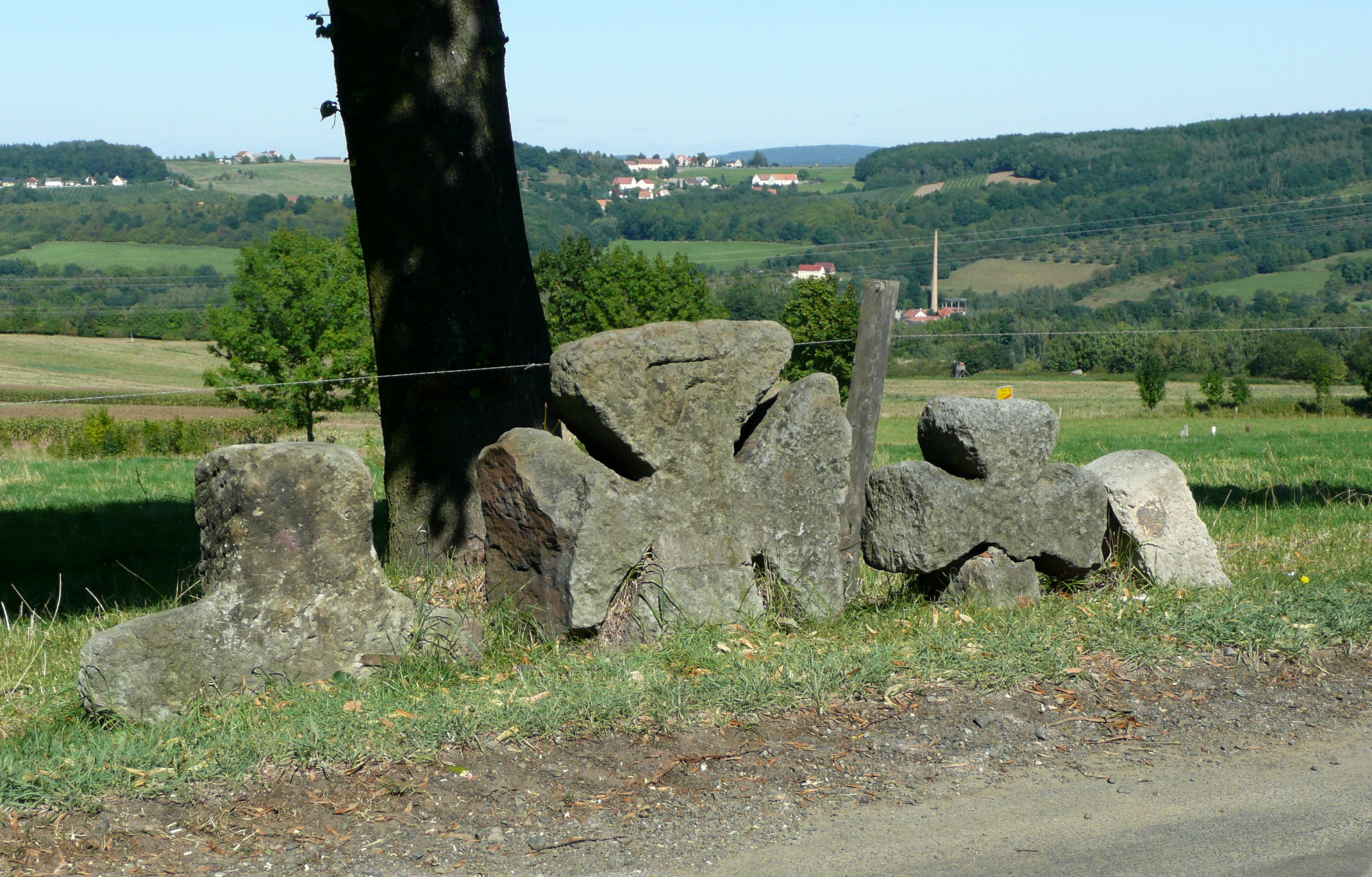
Steinkreuzgruppe bei Cotta

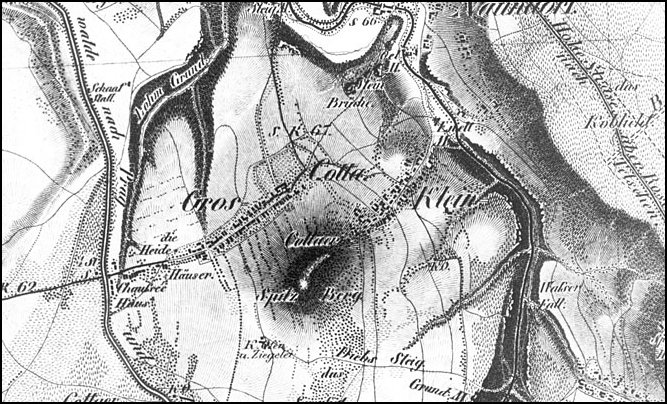
„Gros-“ und „Klein-Cotta“ auf einer Karte aus dem 19. Jahrhundert

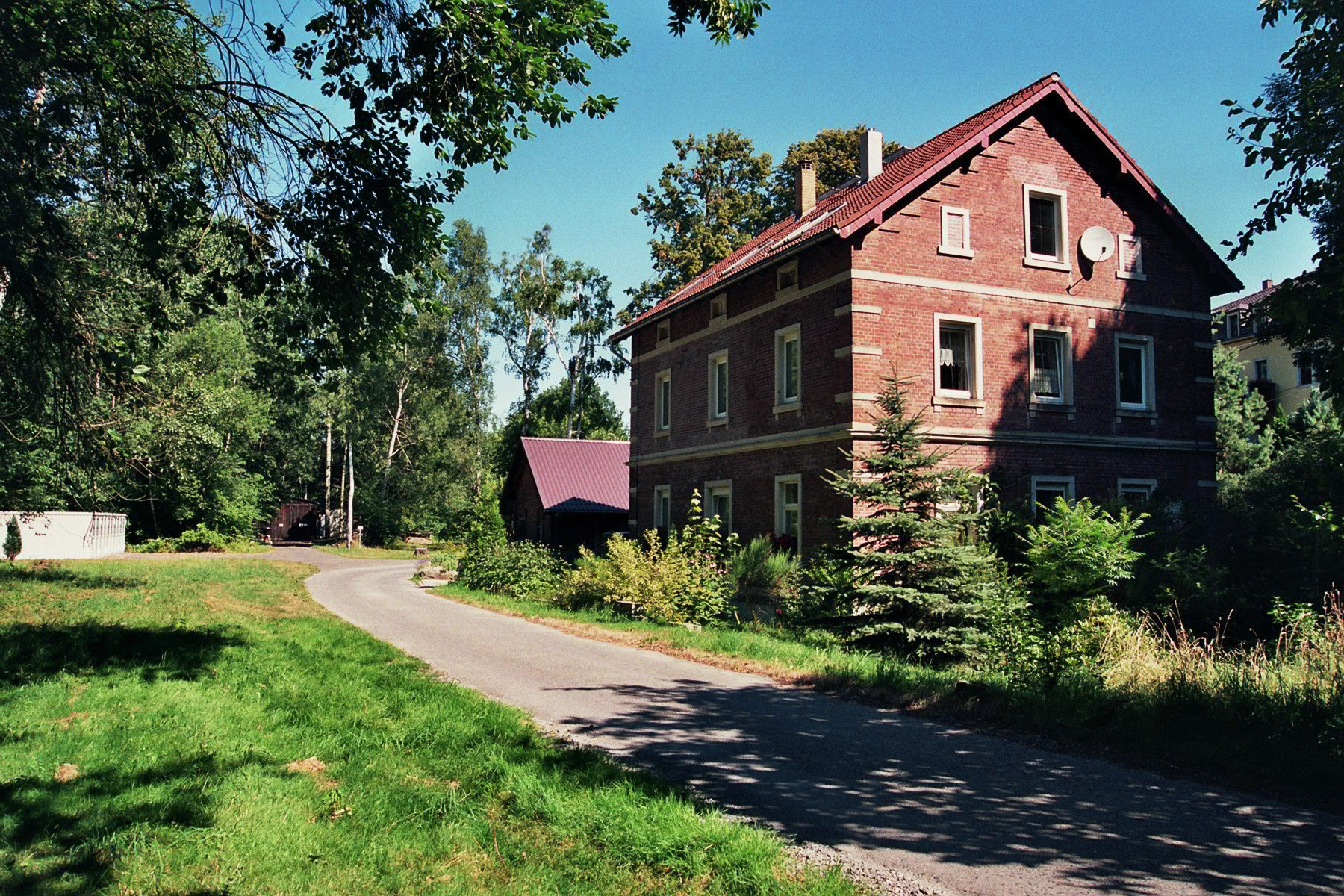
Ehemaliges Bahnhofsgebäude an der rückgebauten Bahnstrecke Pirna–Großcotta

Der Ortsname ist altsorbischen Ursprungs. Er kann von Kot oder Chot, dem Namen eines slawischen Lokators, abgeleitet werden und bedeutet somit etwa Siedlung eines Chot oder Kot. Trotz des slawischstämmigen Ortsnamens lässt sich aufgrund der Anlage beider Orte als Waldhufendorf vermuten, dass die Entstehung von Groß- und Kleincotta in engem Zusammenhang mit der Deutschen Ostsiedlung stand. Erstmals erwähnt wurde der Ortsname 1311 als „Kottaw“. Bereits 1377 wurde zwischen Vorkommnissen in „Cottow“ und „in minori Cottow“ unterschieden, 1412 schrieb man die beiden Orte „Groß Kottaw“ und „Kleyne Kottaw“. Im 15. und 16. Jahrhundert tauchen vielfältige weitere Schreibweisen auf, darunter „Cuttaw“, „Kattaw“ und „Kotthenn“ sowie Begebenheiten „zcu großen Kotaw“ bzw. „zu großen Kotten“. Im Jahr 1570 wird der Ort „Groß Kutta“ erwähnt, erst 1875 heißen die Orte dann amtlich „Großcotta“ und „Kleincotta“. Cotta ohne Zusatz bezeichnete früher nur das Rittergut, manchmal aber auch beide Orte zusammen. So findet sich 1791 „Cotta b. Gießhüb.“ zur Unterscheidung vom heutigen Dresdner Stadtteil Cotta.

### Grundherrschaft
Bei seiner urkundlichen Ersterwähnung war Cotta ein Lehen der Burggrafschaft Dohna. Ob das Gut um 1400 dem Kaiserlichen Rat Bonaventura Cotta unterstand, ist umstritten. Bereits im 14. und 15. Jahrhundert bestand in Großcotta ein Vorwerk. Im 16. Jahrhundert entwickelte sich ein Rittergut. In der zweiten Hälfte des 15. Jahrhunderts bis 1517 lag die Grundherrschaft beim Rittergeschlecht Rauber. Von 1517 bis 1661 befand sich Cotta im Besitz derer von Kospoth und wurde 1662 versteigert. Die Freiherren von Friesen erwarben es und blieben im gesamten 18. Jahrhundert die Grundherren. Ab 1821 gehörte das Rittergut dem Musikverleger Gottfried Christoph Härtel, nach dessen Tod seiner Tochter Elwine. Durch deren zwei Vermählungen war es zunächst mit Friedrich von Leyser und ab 1840 mit Eduard von Burchardi verbunden. Danach gehörte das Gut ab 1868 dem böhmischen Ritter Bradský von Laboun und schließlich bis 1945 Dorothea von Eschwege.

### Verwaltungszugehörigkeit
Beide Cottas gehörten Mitte des 15. Jahrhunderts verwaltungsmäßig zur Pflege Dohna. Ab dem 16. Jahrhundert lagen sie im Bereich des Amtes Pirna, 1856 oblag die Verwaltung dem Gerichtsamt Pirna. Im Jahr 1875 kamen Groß- und Kleincotta zur Amtshauptmannschaft Pirna. Das zunächst selbständige Rittergut wurde nach dem Ende des Zweiten Weltkriegs aufgelöst und sein Besitz von über 500 Hektar unter 28 Neubauern, zehn Kleinbauern und 250 Siedlern aufgeteilt. Bis 1945 gehörte außerdem das Gebiet am Oberen Ladenberg zu Großcotta. Auch dort entstanden fünf Neubauerngehöfte. Wegen der räumlichen Nähe wurde das Gebiet nach Berggießhübel umgemeindet. Nach der Fusion der Gemeinden Groß- und Kleincotta, die am 1. Juli 1950 in Kraft trat, wurde die dadurch entstandene Gemeinde 1952 als „Cotta über Pirna“ bezeichnet und kam zu dem damals gebildeten Kreis Pirna. Dieser wurde 1990 wieder Landkreis Pirna umbenannt. Nach der Fusion der Landkreise Pirna und Sebnitz 1994 lag Cotta im Landkreis Sächsische Schweiz. Im Jahr 1998 erfolgte die Eingemeindung nach Dohma. Als dessen Teil gehört auch Cotta heute zur Verwaltungsgemeinschaft Pirna und zum Landkreis Sächsische Schweiz-Osterzgebirge.

### Steinbrecherei

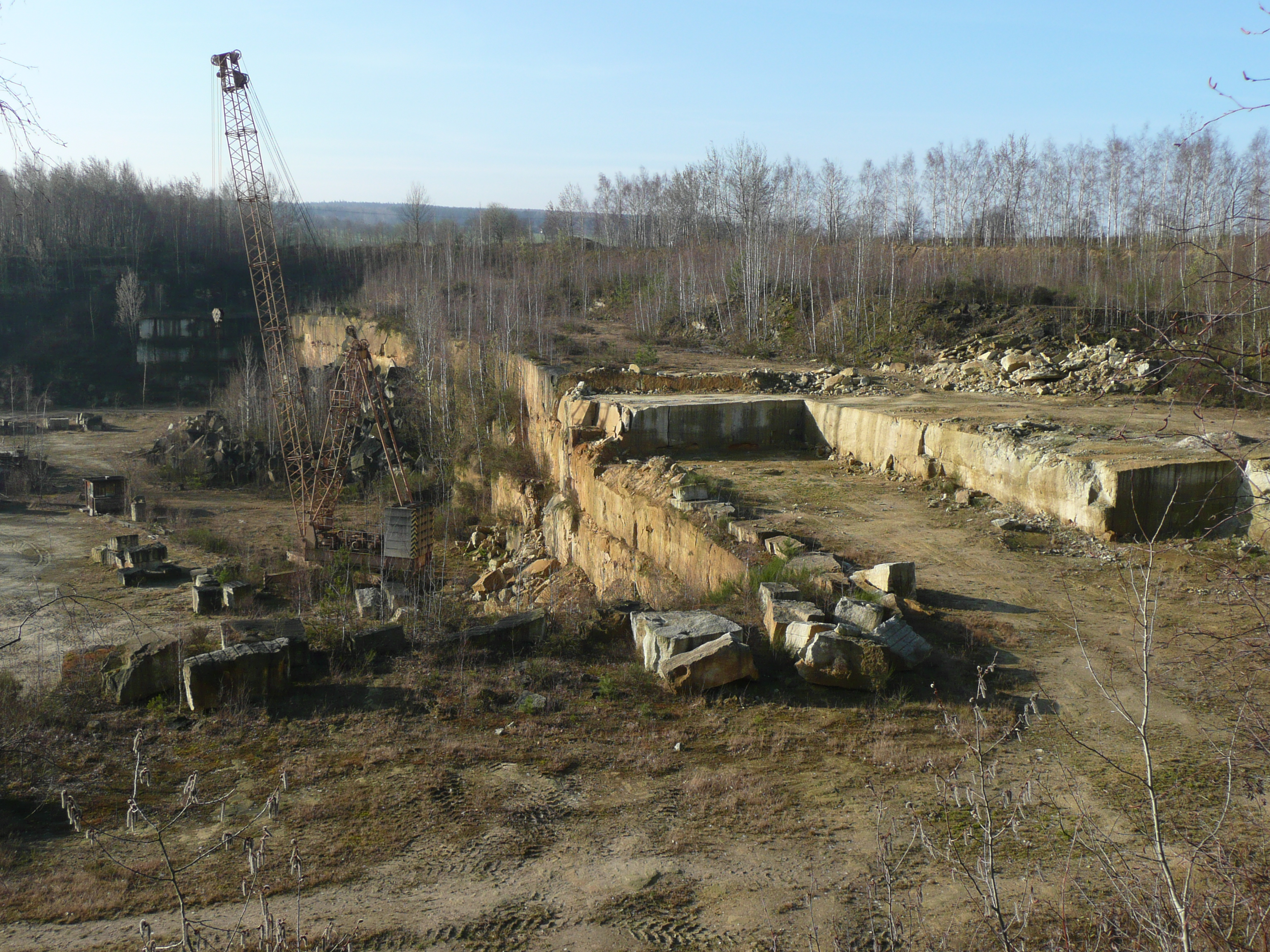
Steinbruch im Lohmgrund bei Cotta

Die im Lohmgrund (slaw.: lom „Bruch“, vgl. Lohmen) bei Cotta praktizierte Steinbrecherei erfuhr im 18. Jahrhundert unter anderem wegen zahlreicher neuer Bauprojekte in der Residenzstadt Dresden einen rapiden Aufschwung. Das Rittergut forcierte den Abbau des Cottaer Sandsteins. Zur Gewinnung von Abbauflächen kauften seine Besitzer kleinere Bauerngüter und deren Ländereien auf. In den nun funktionslosen Gütern brachten die Gutsherren Steinbrecher und Erntearbeiter unter. Cottaer Sandstein fand unter anderem beim Bau des Leipziger Hauptbahnhofs und der Karl-Marx-Allee in Berlin Verwendung. Von 1894 bis zur Stilllegung 1963 lag im Lohmgrund der Endpunkt der Bahnstrecke Pirna–Großcotta, über die das gewonnene Material abtransportiert wurde. Teile des Sandsteinbruchs im Lohmgrund bilden heute ein Flächennaturdenkmal.

## Einwohnerentwicklung
| Jahr    | Großcotta (Cotta A)                      | Kleincotta (Cotta B)                    | gesamt |
| ------- | ---------------------------------------- | --------------------------------------- | ------ |
| 1548/51 | 30 besessene Mann, 46 Inwohner           | 22 besessene Mann, 37 Inwohner          | k. A.  |
| 1764    | 19 besessene Mann, 16 Gärtner, 4 Häusler | 23 besessene Mann, 2 Gärtner, 2 Häusler | k. A.  |
| 1834    | 490                                      | 221                                     | 711    |
| 1871    | 454                                      | 275                                     | 729    |
| 1890    | 676                                      | 440                                     | 1116   |
| 1910    | 730                                      | 499                                     | 1229   |
| 1925    | 705                                      | 473                                     | 1178   |
| 1939    | 827                                      | 566                                     | 1393   |
| 1946    | 910                                      | 659                                     | 1569   |
| 1950    | k. A.                                    | k. A.                                   | 1585   |
| 1964    | k. A.                                    | k. A.                                   | 1252   |
| 1990    | k. A.                                    | k. A.                                   | 767    |
| 2004    | 540                                      | 335                                     | 875    |
| 2011    | 502                                      | 304                                     | 806    |

## Gebäude

### Kirche

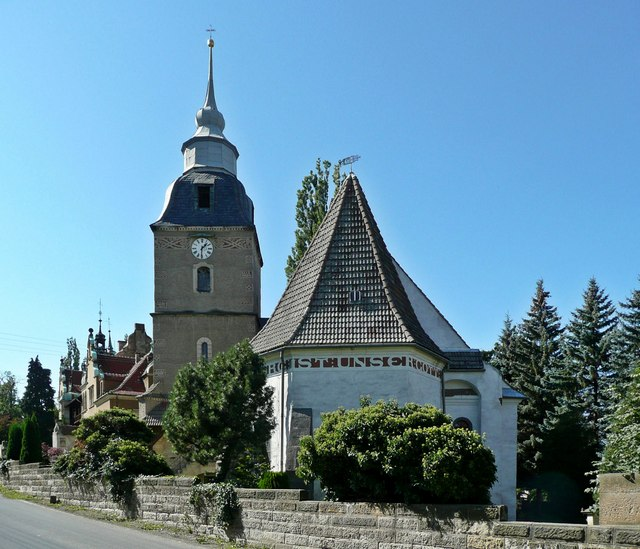
Cottaer Kirche, links daneben das Schloss

Vorgängerbauten am Ort der Großcottaer Kirche gab es bereits im 14. Jahrhundert. Ende des 15. Jahrhunderts entstand dann ein Neubau, der im 17. und 18. Jahrhundert noch mehrfach umgebaut oder mit Anbauten versehen wurde. Bereits im 16. Jahrhundert war sie eine Pfarrkirche; eingepfarrt waren Kleincotta und Neundorf. Um 1620 erhielt sie ihren gedrungen wirkenden Kirchturm, seit 1746 ist sie mit einer Sonnenuhr ausgestattet. Im Jahr 1813, während der Befreiungskriege, hielt sich der russische Großfürst Konstantin in der Kirche auf. Außerdem plünderten damals Angehörige der Russischen Armee die Inneneinrichtung. Das Kirchenschiff mit seiner Holzdecke wurde 1830 umgebaut. Eine weitere Renovierung erfolgte 1880. Der Chor hat innen noch heute spätgotische Rippengewölbe. Im Kirchhof befand sich in frühester Zeit ein Friedhof. Bereits 1590 wurde er wegen Platzmangels an den Nordhang des Spitzbergs verlegt und 1887 nochmals erweitert.

### Schloss

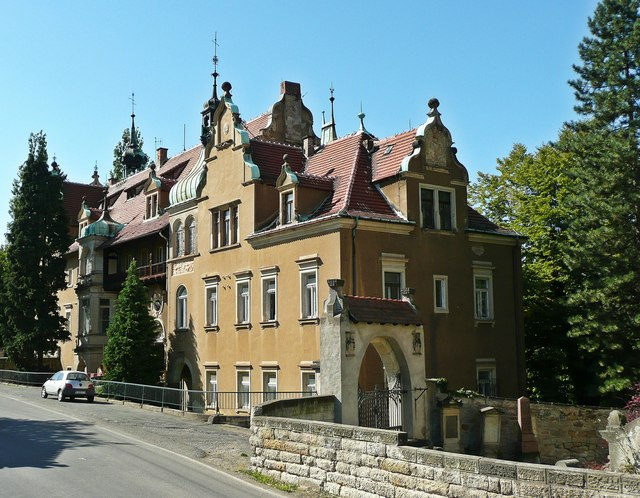
Schloss Cotta

Nachdem der Freiherr von Friesen 1662 in den Besitz des Rittergutes gelangt war, ließ er in unmittelbarer Nachbarschaft zur Kirche das Schloss in Großcotta (Cotta A Nr. 19) errichten. Unter Elwine Freifrau von Leyser (geb. Härtel) kam es zu einer umfassenden Vergrößerung und Umgestaltung im klassizistischen Stil. Um 1895 wurde das Schloss erneut umgebaut, diesmal nach den Maßgaben der Neorenaissance. Außerdem entstand in dieser Zeit der mehr als 7000 Quadratmeter große Schlosspark. Von 1945 bis 1991 diente das Schloss der Konsumgenossenschaft Dresden als Schulungsgaststätte. Danach stand es leer; der Verfall begann. Die Gemeinde Cotta kaufte es 1995. Nach deren Eingemeindung gehörte es der Gemeinde Dohma, die das Schloss zusammen mit einem Förderverein sanieren und der Öffentlichkeit zugänglich machen wollte. Im Dezember 2016 beschloss der Gemeinderat den Verkauf an einen Freitaler Immobilienunternehmer.

### Protzemühle
Die Protzemühle steht nahe Altneundorf im Tal der Gottleuba. Sie wurde 1575 erstmals erwähnt. Im 19. Jahrhundert entstanden um sie herum mehrere Wirtschaftsgebäude, 1895 schließlich ein neuer Mühlenbau. Die Protzemühle steht heute unter Denkmalschutz.

### Cotta allgemein
- Cotta im Historischen Ortsverzeichnis von Sachsen
- Ortsteil Cotta auf der Website der Gemeinde Dohma
- Geschichtliches zum Ortsteil Cotta
- Alte geschichtliche Quellen zum Ortsteil Cotta
- Cottaer Steinkreuze

### Großcotta
- Großcotta im Historischen Ortsverzeichnis von Sachsen
- Adressbuch Großcotta von 1891

### Kleincotta
- Kleincotta im Historischen Ortsverzeichnis von Sachsen
- Adressbuch Kleincotta von 1891